# Kim Anh, Hà Nội
Kim Anh là một xã thuộc thành phố Hà Nội, Việt Nam. 
Xã được hình thành trên cơ sở sáp nhập các xã Tân Dân, Minh Phú và Minh Trí thuộc huyện Sóc Sơn cũ, trong đợt Sáp nhập tỉnh, thành Việt Nam 2025.

## Hành chính
Xã Kim Anh được thành lập theo Nghị quyết số 1656/NQ-UBTVQH15 của Ủy ban Thường vụ Quốc hội Việt Nam, ban hành ngày 16 tháng 6 năm 2025. Theo đó, sắp xếp toàn bộ diện tích tự nhiên, quy mô dân số của các xã Tân Dân, Minh Phú và Minh Trí thuộc huyện Sóc Sơn cũ thành xã mới có tên gọi là xã Kim Anh.

## Địa lý
Sau sắp xếp xã có diện tích tự nhiên 52,80 km2, quy mô dân số 48.564 người.
- Phía Bắc giáp xã Trung Giã
- Phía Tây giáp tỉnh Phú Thọ
- Phía Đông và phía Nam giáp xã Nội Bài.[5]

## Hành chính
Trụ sở Đảng ủy đặt tại thôn Thanh Sơn xã Minh Phú cũ, trụ sở Ủy ban nhân dân xã đặt tại thôn Thắng Trí xã Minh Trí cũ.